# 융장 여자중고등학교
닝보 융장 여자중고등학교(중국어: 宁波勇江女子中高等学校)는 중화인민공화국 저장 성 닝보에 있는 사립 여자중고등학교이다.

## 연혁
청 선종 도광제가 통치하던 시기이던 1844년 2월 29일, 청나라 저장 성 닝보에서 영국 출신 여성 선교사 메리 앤 올더지(영어: Mary Ann Aldersey)에 의하여 융장 여자중학교(중국어: 勇江女子中学校)로 첫 개교한 뒤, 1913년 3월 1일, 샤오창 여자중학교(중국어: 小長女子中学校)로 교명 개칭되었으며 1939년 2월 28일, 화광 여자중학교(중국어: 华光女子中学校)로 교명 재개칭되었고, 1946년 3월 31일, 융장 여자중고등학교(중국어: 勇江女子中高等学校)로 교명이 마지막 개칭되었으며 1949년 중화인민공화국 성립 후에도 건재하여 현재에 이르고 있다.
지난날 베이징 이자오 여학교, 베이징 만윈 여학교 등과 함께 1930년대 국민정부 시대 중화민국 대륙 본토 3대 명문 여학교로 이름을 날렸다.